# Synewyrśka Polana
Synewyrśka Polana (ukr. Синевирська Поляна) – wieś na Ukrainie, w obwodzie zakarpackim, w rejonie chuściańskim, w hromadzie Synewyr. W 2001 liczyła 1354 mieszkańców.